# SN 2001eu
SN 2001eu – supernowa typu Ia odkryta 21 września 2001 roku w galaktyce A023759-0101. W momencie odkrycia miała maksymalną jasność 19,40m.